# 泽远镇
泽远乡，是中华人民共和国四川省凉山彝族自治州冕宁县下辖的一个乡镇级行政单位。

## 行政区划
泽远乡下辖以下地区：
前进村、红专村、金星村、安哈村、跃进村、麻叶林村、东方村、屋莫村、那基村和八一村员。